# Che fatica fare la star!
Che fatica fare la star! (True Confessions of a Hollywood Starlet) è un film per la TV del 2008 con protagonista Joanna "JoJo" Levesque.
È basato su un romanzo scritto da Lola Douglas dal genere commedia-dramma. Il film è diretto dal regista Tim Matheson. Il film è stato distribuito solo per la televisione Lifetime Television negli USA. La première è avvenuta il 9 agosto 2008 e il DVD è stato distribuito il 3 marzo 2009. Il DVD del film è stato distribuito anche in altre Nazioni.
Il film è andato in onda in Italia il 21 aprile 2009 su Sky Cinema e il 26 marzo 2011 su Canale 5, raccogliendo 1.816.000 di telespettatori italiani, share 11,36%. Il DVD non è stato ancora distribuito in Italia.

## Trama
Una sera l'attrice diciassettenne Morgan Carter, a causa dell'eccessivo ingerimento di alcol, rischia la vita e viene mandata all'ospedale. Dopo la riabilitazione, sua madre decide che per la figlia è meglio abbandonare un po' la vita da star per trascorrere un po' di tempo al liceo. La ragazza va così ad abitare da una vecchia amica di sua madre e prende il nome falso di "Claudia Miller", sperando che i nuovi compagni di scuola non la riconoscano.
Nella nuova scuola Claudia fa presto amicizia con una ragazza, Emily, e con suo fratello Eli. Piano piano l'amicizia fra Claudia e Eli diventa qualcosa di più e i due si innamorano. Tutto sembra filar liscio per Morgan, che ormai tutti credono essere Claudia Miller: nessuno si è accorto di lei, nessuno l'ha riconosciuta. A Morgan inizia a piacere questa vita da ragazza normale. Fino a quando una notte in discoteca con una sua vecchia amica, anch'essa famosa e anch'essa travestita quella sera, qualcuno la riconosce. Così i giornali e la stampa iniziano a perseguitarla, fino a quando Emily, Eli e tutti gli altri ragazzi della scuola scoprono il suo segreto.
Sembra che non ci sia più speranza, Morgan crede di essere costretta ad abbandonare quella vita che iniziava a piacerle davvero: ha anche ottenuto la parte in un film che da sempre desiderava recitare ma ci rinuncia. Rinuncia a tutto per essere una ragazza normale e felice.